# Callastre
Callastre és un antic llogaret de la comuna d'Estavar, a l'Alta Cerdanya, de la Catalunya del Nord.
Està situat a 1.320 m d'altitud, en un dels contraforts al sud del Pla de la Perxa, proper al rierol de Beuell i no gaire lluny del mas de Rondola. La línia de ferrocarril de la Cerdanya passa a la vora d'aquest nucli, a menys distància de l'Estació d'Estavar que no pas Bajande o, especialment, Estavar, més allunyats.
El Canal de Callastre, que pren l'aigua del riu Eina, rega una extensa àrea del terme de Sallagosa; desemboca en el Segre prop de Bajanda.

## Etimologia
Joan Coromines explica l'origen d'aquest topònim en el seu Onomasticon Cataloniæ. Així, el topònim Callastre és diferent, en el seu origen, de molts altres topònims cerdans: a diferència de l'origen iberobasc de molts d'ells, Callastre prové del llatí: de callis (passadís, corriol en especial de bestiar), amb el sufix -astre, de caràcter diminutiu.

## Història
Hom el troba documentat ja al segle xiii com una de les propietats del vescomtat d'Èvol. Per aquest lloc passava la Strata Ceretana, que el comunicava amb els altres dos nuclis de la comuna, Estavar i Bajanda. En els fogatges del 1515 i del 1553 hi surt indicat un únic foc. Al llarg dels temps, el nom ha patit algunes vacil·lacions en la grafia: Callastre (1265), Cayllastre (1288), Callastres (ss. XVI, XVII), Collestres (segle xviii). A principis del segle XXI Callastre ha quedat reduït pràcticament a una sola explotació agrícola, especialitzada en la producció de mel.

## Callastre a la literatura
L'escriptor Jordi Pere Cerdà, fill de la veïna Sallagosa, li dedica el conte Callastres en el seu llibre Col·locació de personatges en un jardí tancat.